# George Gerard Arnhold
George Gerard Arnhold (auch Gerard Arnhold, eigentlich Georg-Gerhard Arnhold; geboren 6. August 1918 in Dresden; gestorben 31. Juli 2010 in São Paulo, Brasilien) war ein deutsch-brasilianischer Unternehmer.

## Leben
Georg-Gerhard Arnhold wurde als ältester von drei Söhnen von Kurt Arnhold (1887–1951) und seiner Frau Else, geb. Zimmermann (1895–1992), in Dresden geboren und ist somit ein Enkel von Georg Arnhold. Er besuchte nach seiner Volksschulzeit die Kreuzschule in Dresden.
Bereits nach der Machtergreifung der Nationalsozialisten begann der Prozess der „Arisierung“ des Bankhauses Gebrüder Arnhold, das 1864 von Max Arnhold gegründet worden war. Kurt Arnhold, der Vater von George Gerard Arnhold, war dabei bis Ende 1938 in Dresden dafür zuständig, der unter zunehmend schwierigeren Bedingungen in weiten Teilen es ermöglichte, dass große Teile der privaten Sammlungen, wenngleich unter großen finanziellen Verlusten, ins Ausland verbracht werden konnten und die Familie in mehreren Etappen bis 1939 in die Schweiz ausreisen und alle Familienmitglieder überleben konnten.
Gerard Arnhold, der auf diese Weise mit Eltern und Brüdern über die Niederlande zunächst nach Großbritannien kam, studierte in Cambridge, lebte aber ab 1951, dem Todesjahr seines Vaters, mit seiner Familie in São Paulo, wobei allerdings über seine wie auch seines Vaters Tätigkeit in Brasilien so gut wie nichts bekannt ist: Nach eigenen, nicht näher verifizierten, Angaben sei er „im Fotogeschäft tätig“ gewesen.
Er war von 1999 an bis zu seinem Tod 2010 Präsident des Fördervereins der Dresdner Philharmonie und unterstützte auch die Staatlichen Kunstsammlungen und das Völkerkundemuseum.

## Arnhold-Bibliothek
Die sogenannte Arnhold-Bibliothek, bestehend aus rund 350 Titeln mit 450 Bänden, die in der Zeit von ca. 1910 bis ca. 1935, zum Teil mit persönlichen Widmungen gesammelt wurden, kam Anfang der 90er Jahre, gestiftet von Gerard Arnhold, direkt aus São Paulo an das Evangelische Kreuzgymnasium in Dresden.
George Gerard Arnhold hat zwei Söhne (Anthony George und Julian Edward Stephan) und eine Tochter (Susan Michele Gertrud). Entgegen vielen veröffentlichten Angaben ist er der Cousin von Henry H. Arnhold, nicht dessen Bruder: Ihrer beider Väter waren Brüder.